# Prayols
Prayols – miejscowość i gmina we Francji, w regionie Oksytania, w departamencie Ariège.
Według danych na rok 201 gminę zamieszkiwało 381 osób, a gęstość zaludnienia wynosiła 48 osób/km².